# Mabiarama prevesiculata
Mabiarama prevesiculata är en plattmaskart. Mabiarama prevesiculata ingår i släktet Mabiarama och familjen Mabiaramidae. Inga underarter finns listade i Catalogue of Life.